# 十地經論
《十地經論》，作者世親，為《十地經》（即《華嚴經》〈十地品〉）的註釋論書。漢傳佛教地論宗的根本論書。

## 简介
本書闡明菩薩修行成佛的十個階段，稱為十地。
由北魏菩提流支、勒那摩提漢譯，共十二卷。在魏晉南北朝時，出現專研此論的僧侶，他們被稱為地論師。